# Ямате

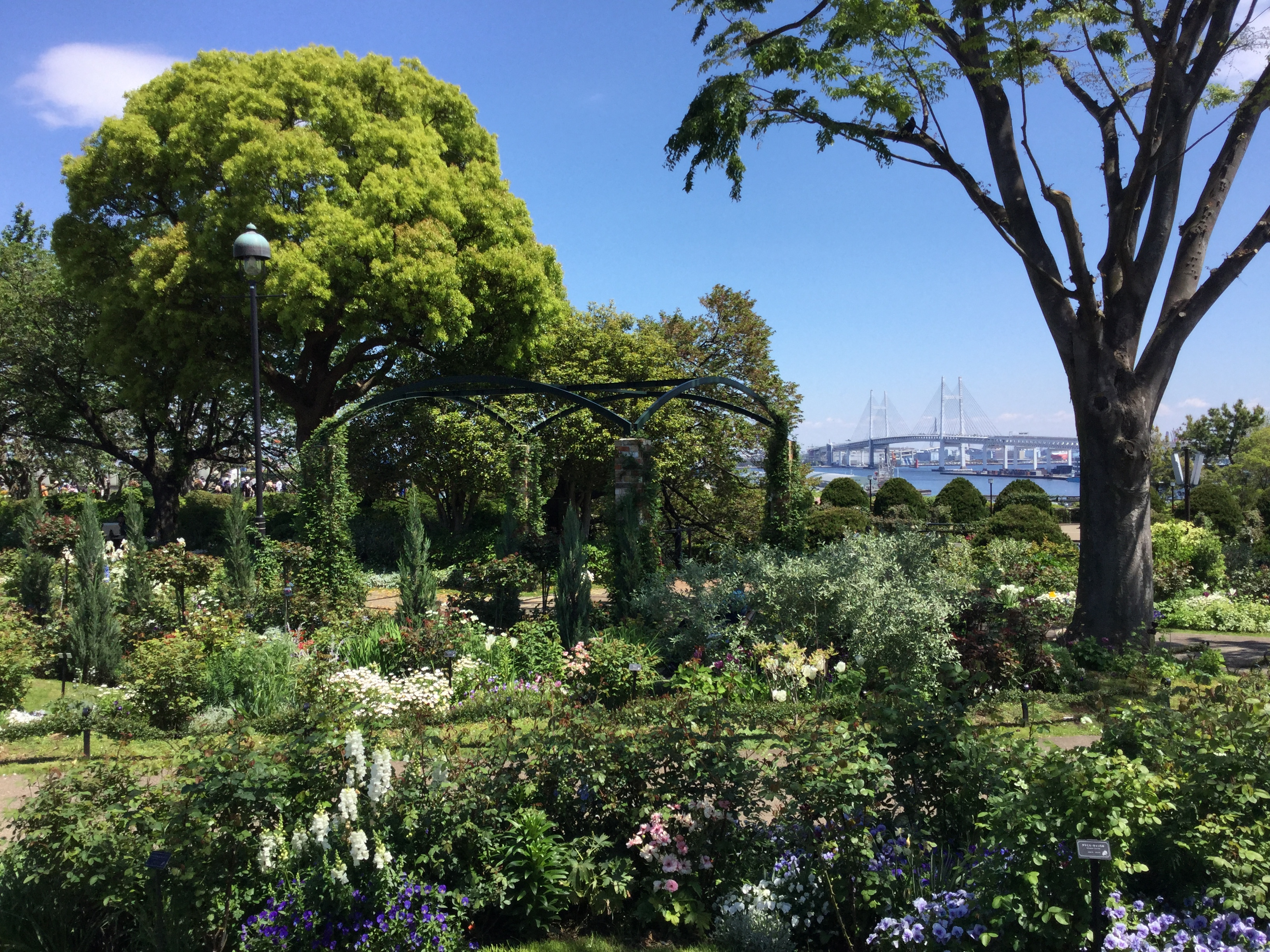
Краєвид з парку «Краєвид на гавань»

35°26′12″ пн. ш. 139°38′53″ сх. д. / 35.4367° пн. ш. 139.64795277778° сх. д.
Ямате (яп. 山手) — історичний район в Йокогамі. Входить до складу адміністративного району Нака. У період вестернізації в кінці XIX — початку XX століття (періоди Бакумацу, Мейдзі і Тайсьо) в Ямате було іноземне поселення, де жили європейці та американці. Зараз Ямате — популярний туристичний район, відомий завдяки збереженій західній архітектурній спадщині і паркам.

## Історія

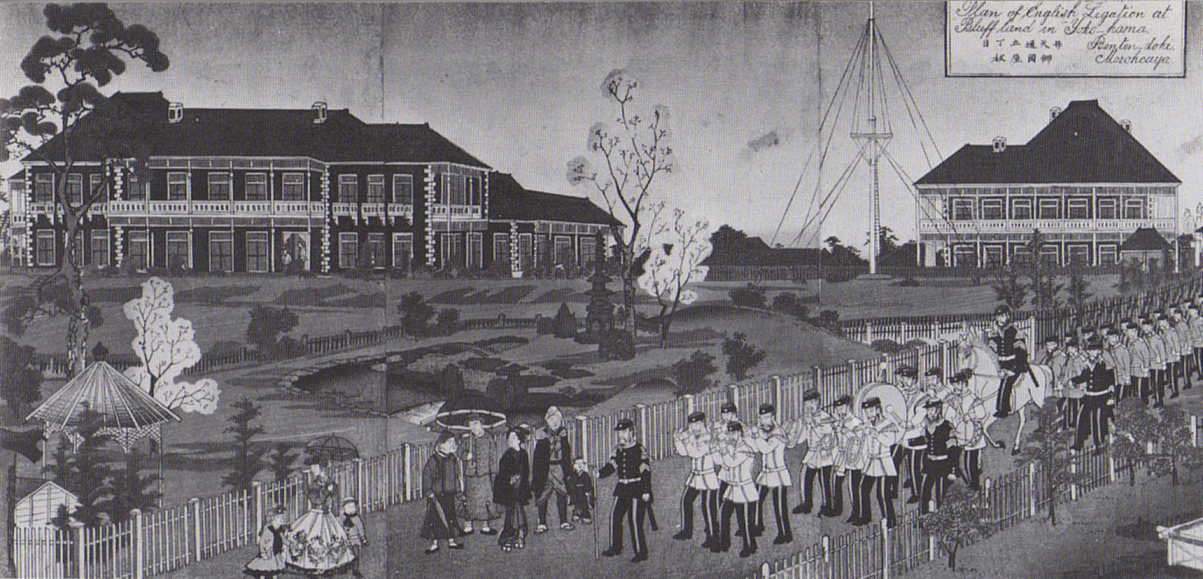
Британське консульство в Ямате, 1865 рік

1858 року між США і Японією укладено Договір про дружбу і торгівлю (англ. Treaty of Amity and Commerce, яп. 日米修好通商条約), також відомий як «договір Гарріса» (Harris Treaty, один з нерівних ансейських договорів). Відповідно до цього договору для міжнародної торгівлі в Японії створювалися «відкриті порти», а іноземці набували права створювати в Японії свої поселення на умовах екстериторіальності. Завдяки цьому договору Йокогама стала міжнародним портом, і незабаром тут з'явилося міжнародне поселення. 1864 року між урядами Японії і США підписано «Меморандум про іноземне поселення в Йокогамі»" (англ. Memorandum for the Foreign Settlement at Yokohama). Пізніше до нього приєдналися Велика Британія, Франція і Нідерланди. Спочатку міжнародне поселення містилося в районі Каннай, але потім його перенесли на пагорб Ямате, який ще має розмовну англійську назву Bluff, тобто «Стрімчак».

## Пам'ятки

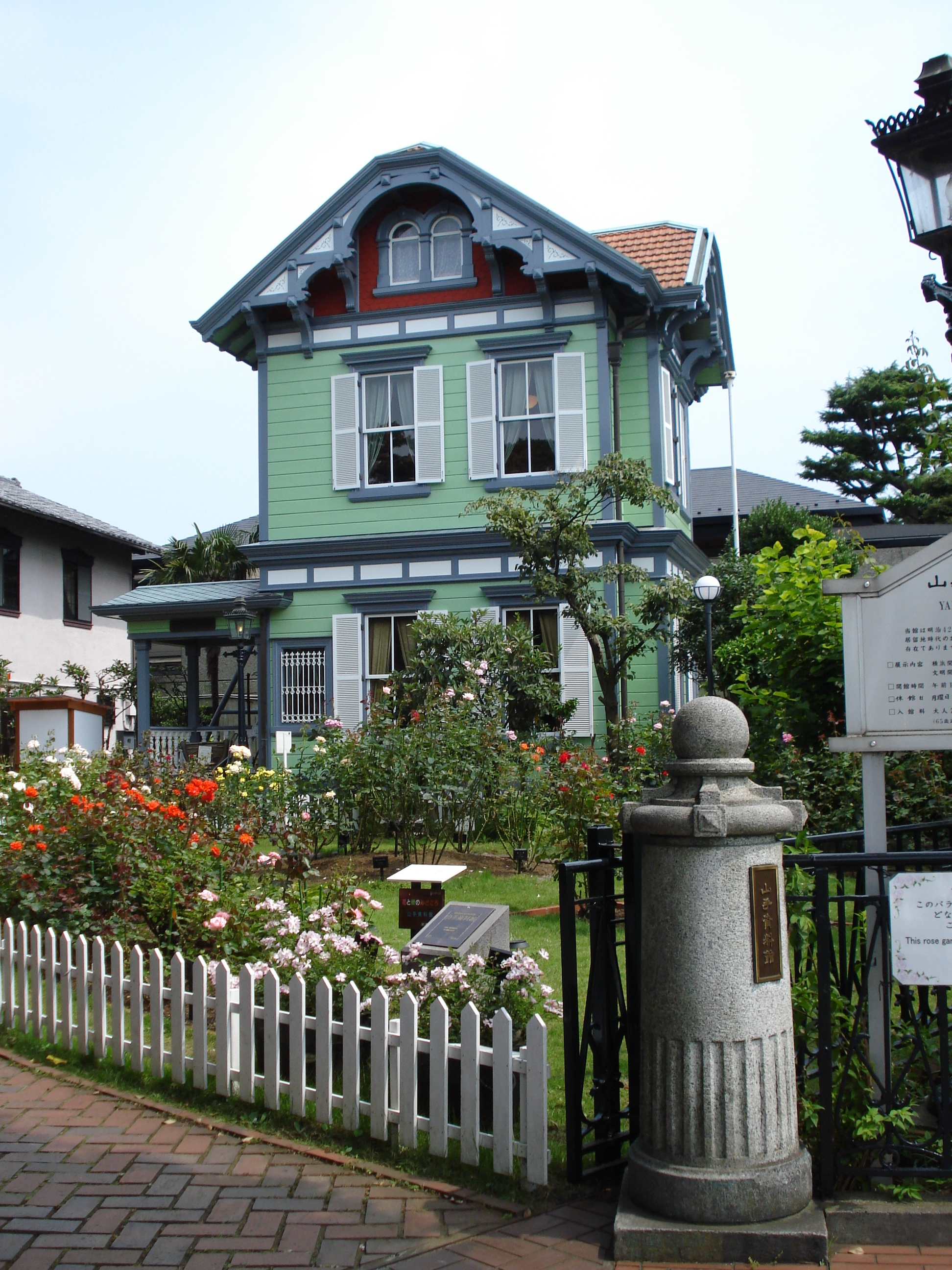
Музей Ямате, найстаріша збережена будівля Ямате (1909 рік)

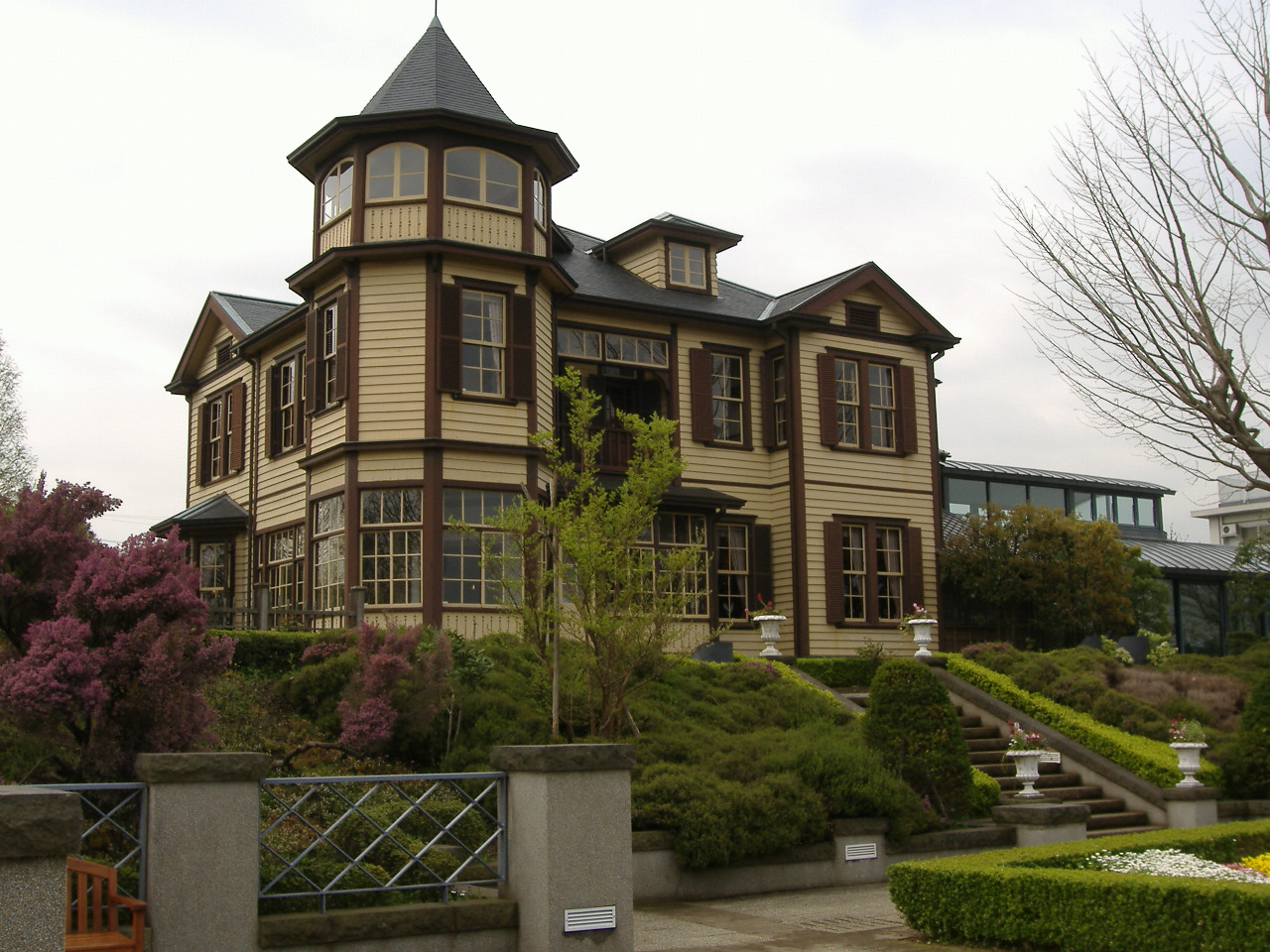
Будинок дипломата

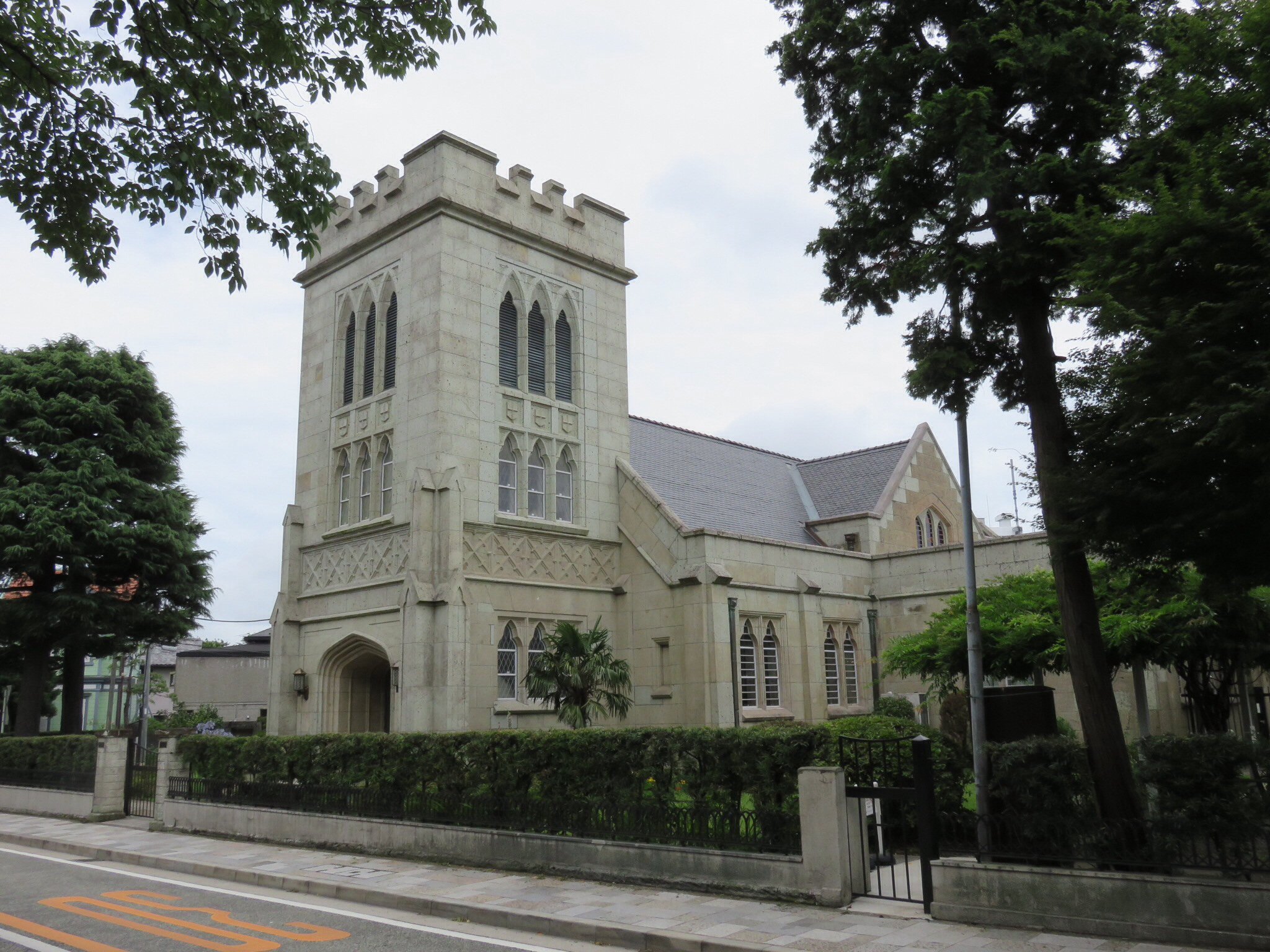
Англіканська церква Христа

Після заснування міжнародного поселення, на пагорбі Ямате виникло ціле «містечко» в європейському стилі. Крім житлових будинків, тут були церкви, громадські будівлі і навіть кладовище. Більшу частину «європейської» забудови знищив Великий кантоський землетрус 1923 року.
Зараз на Ямате збереглося кілька будинків у європейському стилі, споруджених на початку XX століття. Крім того, кілька історичних будинків «в європейському стилі» перенесено на Ямате з інших місць Японії.
Вісім будинків у європейському стилі з історичними інтер'єрами відкриті для вільного відвідування:
- Стрімчак № 111 (Bluff No. 111), побудований 1926 року архітектором Дж. Х. Моррісом (J. H. Morris) для американця Дж. Е. Лаффіна (J. E. Laffin)
- Британський дім (British House Yokohama), будівля колишнього Генерального консульства Великої Британії. Побудовано 1937 року
- Стрімчак № 234 (Bluff No. 234), будинок для іноземців на чотири квартири. Побудував 1927 року японський архітектор Кітідзо Асака (яп. 朝 香吉蔵)朝 香吉蔵)
- Резиденція Ерізманна (Ehrismann Residence), приватний будинок швейцарського торговця Фріца Ерізманна (Fritz Ehrismann). Побудований 1926 року за проєктом чеського архітектора Антоніна Раймонда, який працював у Японії. Будівлю перенесено на нинішнє місце і відреставровано 1990 року.
- Зала Беррика (Berrick Hall), приватний будинок британського торговця Б. Р. Берріка. Був побудований в 1930 році Джеєм Морганом, американським архітектором, що працював у Японії
- Дім дипломата (The Home of a Diplomat), будинок японської епохи Мейдзі Садацуті Утіди (яп. 内田 定槌). Побудував американський архітектор, який жив і працював у Японії, Джеймс Гардінер[ru]. Спочатку стояв у токійському районі Шібуя, перенесений на нинішнє місце 1997 року
- Стрімчак № 18 (Bluff No. 18), житловий будинок для іноземців, побудований у кінці періоду Тайсьо після Великого кантоського землетрусу. До 1991 року використовувався як парафіяльний будинок католицької церкви Ямате. Перенесено на нинішнє місце 1993 року
- Колишній Стрімчак № 68 (Former Bluff No. 68), будинок для іноземців, побудований після Великого кантоського землетрусу. Перенесено на нинішнє місце в парку Ямате 1986 року. Використовується як приміщення тенісного клубу й адміністрації парку

Крім цих історичних будинків, у Ямате розташовано кілька невеликих музеїв. Присвячений історії міжнародного поселення Музей Ямате (яп. 山手資料館) розташований у будинку 1909 року побудови, найстарішому збереженому будинку Ямате і єдиному будинку, що пережив Великий кантоський землетрус. Музей тенісу Ямате — Йокогами (яп. テニス発祥記念館) розташований у парку Ямате, де 1876 року був зіграний перший тенісний матч в історії Японії. Музей Івасакі (яп. 岩崎博物館) присвячений історії моди (костюма), косметики, меблів та декоративно-прикладного мистецтва. Музей Осарагі Дзіро (яп. 大佛次郎記念館) присвячений життю цього популярного письменника — автора історичних романів, уродженця Йокогами.
В Ямате збереглося два християнських храми. Римо-католицький Собор Святійшого Серця Ісуса засновано 1906 року. Після руйнування Великим кантоським землетрусом, його 1933 року заново відбудовано за проєктом чеського архітектора Яна Йосефа Шваґра (чеськ. Jan Josef Švagr), який жив і працював у Японії. Англіканська церква Христа, заснована 1862 року, згодом кілька разів руйнувалася і відбудовувалася заново, Востаннє — 1931 року після Великого кантоського землетрусу архітектором Джеєм Морганом. Крім того, в Ямате розташоване кладовище іноземців.
Також Ямате відомий своїми парками. На території району розташовані парки Ямате, Мотоматі і парк «Краєвид на гавань» (Harbor View Park), у якому розташований розарій.

## Ямате в популярній культурі
- Ямате став прообразом пагорба Кокуріко з аніме «Зі схилів Кокуріко»[14].
- У цьому районі Йокогами розгортаються події другого тому роману Бориса Акуніна «Алмазна колісниця» про пригоди Ераста Фандоріна в Японії.

## Примітка
1. ↑  John W. Dower. Yokohama Boomtown. Foreigners in Treaty-Port Japan (1859-1872) (англ.). MIT Visualizing Cultures. Архів оригіналу за 22 квітня 2021.
2. 1 2  Brief History of the Yokohama Foreign General Cemetery (англ.). The Yokohama Foreign General Cemetery Foundation. Архів оригіналу за 14 серпня 2021.
3. ↑  Yamate The Bluff District Yokohama (англ.). Japan Visitor. Архів оригіналу за 14 серпня 2021.
4. ↑  Yamate Western-style Buildings Map (pdf) (PDF) (англ.). Yokohama Greenery Foundation. Архів оригіналу (PDF) за 14 серпня 2021.
5. ↑  Yamate Museum (англ.). Japan All Over - Blog of JapanVisitor.com.
6. ↑  Yamate Museum of Tennis Yokohama (англ.). Japan All Over - Blog of JapanVisitor.com.
7. ↑  Iwasaki Museum (англ.). Japan All Over - Blog of JapanVisitor.com.
8. ↑  Osaragi Jiro Memorial Museum (англ.). Japan All Over - Blog of JapanVisitor.com.
9. ↑  Sacchi, Livio.  — Universe, 2004. — С. 130. — ISBN 0789312123. Архівовано з джерела 14 серпня 2021
10. ↑  Hiroshi Watanabe.  — Edition Axel Menges, 2001. — С. 104. — ISBN 3930698935. Архівовано з джерела 14 серпня 2021
11. ↑  Eric Casson.  — С. 55. Архівовано з джерела 14 серпня 2021
12. ↑  History of Christ Church (англ.). Yokohama Christ Church. Архів оригіналу за 14 серпня 2021.
13. ↑  Lily Crossley-Baxter (14.03.2018). The Bluff: Yokohama's foreign streets from years gone by (англ.). Rethink Tokyo. Архів оригіналу за 14 серпня 2021.
14. ↑  Visit The Area That Inspired Studio Ghibli's "From Up On Poppy Hill" (англ.). Matcha. 20.07.2016. Архів оригіналу за 14 серпня 2021.